# 尖東老泥妹之四大天后
《尖東老泥妹之四大天后》（英語：Girls Gang），是一部1995年上映的香港時裝三級電影，由敖志君執導，吳妙儀、謝敏宜等主演。 與同年話題電影《老泥妹》一樣，以當時被稱為「老泥妹」及「姑爺仔」的邊緣青年作為題材（兩部電影之班底並無關係）。

## 故事大綱
魚蛋（吳妙儀飾）、阿綠（謝敏宜飾）、多嗲波（謝珮詩飾）、吱喳（陳詠宜飾）四名初中女生是得不到家庭溫暖，經常流連尖東一帶的老泥妹，四人以魚蛋為首，好勇鬥狠，詭計百出，警察和老師都被她們戲弄。阿綠的妹妹細奀（朱靜儀飾）升中入讀其他中學，四人得悉其校的女童黨首領校花（姚雅麗飾）招搖囂張，而且有黑社會頭目Water（梁十一飾）為男友，便前去突襲並凌辱校花，對自己美貌很有自信的魚蛋更打算搶走Water。但她們不知校花實為Water老大財哥的姪女，校花和Water為了報仇，打算設局誘騙四人賣淫，Water假意與魚蛋拍拖。惟性格火爆且對男人戒心極重的阿綠並不相信Water，與眾姊妹分道揚鑣。雖然魚蛋、多嗲波、吱喳三人被Water所騙踏上賣淫之路並染上毒癮，校花仍不滿阿綠未有上鈎，遂叫Water擄走細奀，逼阿綠就範。最後魚蛋等人得知真相，前往營救阿綠，打鬥中校花被殺。四人更不惜在趕至的警察面前怒殺以為逃過一劫的Water。

## 演員表
| 演員              | 角色   | 備註 |
| ----------------- | ------ | --- |
| 吳苗 （吳妙儀）   | 黎妙儀 | 外號「魚蛋」，16歲，中三學生。好勇鬥狠，好勝心強，敢愛敢恨，四人女童黨的首領。對自己的美貌很有自信。與父母關係不佳。                                     |
| 謝敏宜            | 馬少萍 | 外號「阿綠」，16歲，與魚蛋同校的中三學生，其女童黨成員。率直火爆，有嚴重暴力傾向。因自幼被繼父侵犯，對男人戒心極重。非常愛護親妹細奀。                   |
| 謝珮詩            | 梅翠詩 | 外號「多嗲波」，16歲，與魚蛋同校的中三學生，其女童黨成員。樂觀爽朗，喜聯群結黨，吃喝玩樂。                                                               |
| 陳詠宜            | 何芝芝 | 外號「吱喳」，16歲，與魚蛋同校的中三學生，其女童黨成員。快人快語，盲從附和，但重感情。                                                                   |
| 朱靜儀            | 馬少雲 | 外號「細奀」，13歲，阿綠之妹。中一學生，與阿綠等人不同校。單純天真，凡事以家姐為榜樣。                                                                   |
| 姚雅麗 （姚樂怡） | 陳玉英 | 外號「校花」，17歲，中四學生。細奀就讀學校的女童黨首領，個性冷傲囂張，仇恨心強。Water的女朋友，黑社會老大財哥姪女。負責為Water的賣淫生意在學校物色新血。 |
| 梁十一            | Water  | 黑社會小頭目，以遊戲機中心為據點。校花的男朋友。自詡「金牌姑爺仔」。後假意拋棄校花與魚蛋拍拖，以騙魚蛋等人賣淫。                                         |
| 何沛東            | 阿東   | Water賣淫生意的拍檔。 |
| 小妖（謝偉傑）    | 可樂怪 | Water的手下，喜歡多嗲波。 |
| 敖志君            | 財哥   | 黑社會老大，Water的老大，校花的親叔。 |
| 許思敏            |        | 阿綠及細奀母親，終日買醉。 |
| 梁錦燊            |        | 阿綠及細奀繼父，好色，有侵犯繼女的習慣。 |

## 發行
本片於1995年6月29日至7月11日上映共十三天，票房接近港幣190萬元。

## 備註
1. 1 2 3 4 5 6  角色的本名、外號、年齡、年級、性格描述皆按片頭人物介紹文字。
2. 1 2 3  梁十一、何沛東、謝偉傑均為1988年電影《童黨》主演童黨成員的演員。其後亦一同參演《學校風雲》等電影。

## 外部連結
- 香港影庫上《尖東老泥妹之四大天后》的資料（繁體中文）
- 互联网电影数据库（IMDb）上《尖東老泥妹之四大天后》的资料（英文）
- 豆瓣电影上《尖東老泥妹之四大天后》的資料 （简体中文）